# 村山有
村山 有（むらやま たもつ、1905年12月24日 - 1968年12月31日）は、アメリカ合衆国シアトル生まれの日本のジャーナリスト。早稲田大学講師。ソルトレイク市名誉市民。ボーイスカウト日本連盟理事・相談役。
ボーイスカウト運動の創始者ロバート・ベーデン＝パウエル卿の夫人であるオレブ・ベーデン＝パウエルや夫妻の息子ピーターとも交流があり、第二次世界大戦後の日本におけるボーイスカウト運動復活に大きく寄与した。
切手収集家としても知られ、切手愛好家団体「東京切手会」を創立し初代会長を務めた。また、日本スカウト切手協会 (NSOSS) 会長、世界スカウト切手協会 (SOSSI) 副協会長として、「全日本ボーイスカウト大会」記念切手（1949年）、「ボーイスカウト創始50周年」記念シール（1957年）の発行に寄与した。

## 経歴
長野県の旧制松本中学（現・長野県松本深志高等学校）で学び、医師である母の住むサンフランシスコに渡米。サンフランシスコのローウェル・ハイスクール、ゴールデンゲート・ロー・カレッジを卒業。
サンフランシスコ・クロニクル紙、同盟通信社、AP通信社などに勤務。1938年に帰国。
1941年の第二次世界大戦開戦直後、NHK「ラジオ東京」の対連合軍向け放送要員として勤務。
終戦後、ジャパン・タイムズ社に入り社会部長、渉外部長を経て退社。戦時中に弾圧され、解散させられていたフリーメイソン日本ロッジの再建に尽力。
1945年、終戦後は集会を行うことが禁じられていた少年団出身者を集めて「ボーイスカウトクラブの集い」を度々開き、日本ボーイスカウト連盟復活の基礎を作る。
1948年1月3日、占領下で国旗掲揚がまだ許されていない時期、戦後最初に日の丸を掲げたボーイスカウトによる「日の丸行進」を実施。
1949年、ボーイスカウト東京都連盟が再結成され、理事長に就任。
1950年4月12日から6月20日にかけて、三島通陽やボーイスカウト米国連盟 (BSA) のR・ダーキン、D・タイパーらと共に、第一回指導者講習会を開催。日本のボーイスカウト指導者養成に努力した。
フリーメイソンのメンバーであったという記録がある。
1968年12月31日、ボーイスカウト世界会議に出席するため香港に向かう船上で心筋梗塞にて死去。香港で荼毘に付され、翌1969年1月12日に東京・築地本願寺でボーイスカウト東京連盟葬が行われた。享年63。死後、従五位勲四等瑞宝章を受章。

## スカウト運動における功績
- 米国版の「ちかい」と「おきて」を翻訳し、規約等を作成した。
- 日本ボーイスカウトのスカウト章に「神鏡（八咫鏡）」を取り入れることについて、難色を示したGHQを説得した[3]。
- 昭和天皇が空襲で焼失したシルバーウルフ章（最高功労賞）の再発給を英国のボーイスカウト本部とベーデン＝パウエル卿夫人に手紙で願い出、1951年に再発給された。
- 日本ボーイスカウトで最初の宗教章「仏教章」を設定した。

## 主要著作
- 『修好事始』（1960年、時事通信社）
- 『アメリカ二世－その苦難の歴史』（1964年、時事通信社）
- 『ハワイ二世－屈辱から栄光へ』（1966年、時事通信社）
- 『終戦の頃－思い出の人びと』（1968年、時事通信社）
- 『世界のスカウト切手』（1965年、切手趣味社）
- 『日本のフリーメーソン』（1969年、東京ニュース通信社）